# Gölle
Gölle község Somogy vármegyében, a Kaposvári járásban.

## Fekvése
A település Somogy vármegye keleti határánál fekszik, közúton a Baté-Igal közti 6503-as és a Kapospula–Lápafő közti 6517-es utakat összekötő, Kisgyalántól Nakig húzódó 6518-as úton érhető el. Ugyanez az út halad át a központtól kelet felé eső Inámpuszta településrészén is, onnan Cserepespuszta felé, déli irányban a 65 144-es út vezet. (Ez utóbbi út Cserepespusztát elhagyva egy darabig önkormányzati fenntartású, gyenge minőségű, de járható, makadámburkolatú út, majd a megyehatáron túl, a Tolna vármegyei Attala területén 6521-es számozással folytatódik tovább a falu központjáig és a 61-es főútig.)
A legközelebbi vasútállomás Batéban van, a Dombóvár–Gyékényes-vasútvonalon (Baté vasútállomás).

## A falu címere
A módos gazdák lakta[forrás?] település címerében a korona és egy fehér ló látható.
A hagyomány szerint a tatárok elől menekülő IV. Béla király és kísérete ezen a tájon eltévedt és az ott élő jobbágyok és kanászok mutatták meg a Dalmáciába vezető utat. IV. Béla király lovát hívta Göllének. Ezért a település róla kapta a nevét.

## Története
A községet egy 1550-ből származó oklevél említi először. A török pusztítás után 1618-ban népesült be újra a község. Lakói magyarok és katolikusok voltak. Korabeli birtokosai közt a legjelentősebb a Dersfi család. A 19. században herceg Esterházy és a Pallavicini családnak is voltak itt birtokai. Jelentősebb település volt a századfordulón, lakóinak a száma meghaladta a 2700-at.
Gölle környéke már a régi időktől fogva neves mezőgazdasági vidék volt. Híresek voltak a jó termőföldjei és a jó minőségű haszonállatai. A falubeli gazdák több kiállításon is érmet nyertek állataikkal. A község határában a gazdálkodással összefüggően több kisebb puszta alakult ki, ezek többsége ma már nincs meg, vagy más településhez sodródtak.

## Közélete

### Polgármesterei
- 1990–1994: Kovács Ernő (FKgP)[3]
- 1994–1998: Kovács Ernő (független)[4]
- 1998–2002: Kovács Ernő (független)[5]
- 2002–2006: Kovács Ernő (független)[6]
- 2006–2010: Kovács Ernő (független)[7]
- 2010–2014: Kovács Ernő (független)[8]
- 2014–2019: Kovács Ernő (független)[9]
- 2019–2022: Novák Márk (független)[10]
- 2022–2024: Novák Márk (független)[11]
- 2024– : Novák Márk (független)[1]

A településen 2022. június 26-án időközi polgármester-választást (és képviselő-testületi választást) kellett tartani, mert az előző képviselő-testület 2020. október 5-én feloszlatta magát. A választást eredetileg még 2021. január 10-ére írták ki, de abban az időpontban már nem lehetett megtartani, a koronavírus-járvány kapcsán elrendelt korlátozások miatt, és új időpontot sem lehetett kitűzni azok feloldásáig. A választáson a hivatalban lévő polgármester is elindult, és 77 % feletti eredményével meg is tarthatta mandátumát.

## Népesség
A település népességének változása:
| Lakosok száma | 957  | 946  | 915  | 759  | 752  | 755  | 748  |
|               | 2013 | 2014 | 2015 | 2021 | 2022 | 2023 | 2024 |

A 2011-es népszámlálás során a lakosok 82,2%-a magyarnak, 7,1% cigánynak, 1,8% németnek, 0,2% szerbnek mondta magát (16,3% nem nyilatkozott; a kettős identitások miatt a végösszeg nagyobb lehet 100%-nál). A vallási megoszlás a következő volt: római katolikus 68,8%, református 2,4%, evangélikus 0,3%, felekezet nélküli 6,4% (21,4% nem nyilatkozott).
2022-ben a lakosság 88,4%-a vallotta magát magyarnak, 6,5% cigánynak, 5,6% németnek, 0,1-0,1% lengyelnek, románnak, görögnek, szlovénnek, horvátnak és szlováknak, 2% egyéb, nem hazai nemzetiségűnek (8,4% nem nyilatkozott; a kettős identitások miatt a végösszeg nagyobb lehet 100%-nál). Vallásuk szerint 51,9% volt római katolikus, 2,3% református, 1,2% evangélikus, 0,4% görög katolikus, 0,5% egyéb keresztény, 1,2% egyéb katolikus, 13,2% felekezeten kívüli (29,4% nem válaszolt).

## Nevezetességei
A falu híres szülöttének, Fekete István írónak a szülőházában emlékmúzeum látogatható, mely 2012. november 29-ére lett felújítva. Ugyancsak múzeumot létesítettek a szintén Göllén született Rácz Vali színész- és énekesnő szülőházában. Mindkét híres személy sírja a falu temetőjében található.
Göllén egyetlen műemléki védelem alatt álló épület a római katolikus templom. A falutól északra, a település külterületén áll az elhanyagolt, romos Chernel-sírkápolna, amely regisztrált műemléki érték.
A temetőben egy 118 éve épült kálvária látható, mely 14 stációból, három kőkeresztből és két szoborból áll. Ugyancsak a temető nevezetessége egy kis kápolnácska, amelynek falán egy emléktáblát helyeztek el, rajta egy Fekete István Ballagó idő című életrajzi regényéből vett idézettel.
A göllei Őri Nándor 2009-ben hozta létre bélyegestégla-gyűjteményét, mely mintegy 500 darabból áll. 2016-ban felvették a somogyi értéktárba is.

## Érdekességek
„Elment, mint a göllei bocskor Attalába” – Ezen mondás kapcsolódik Gölle községéhez. A göllei bocskorról kétféle népmonda szól. Innen jön Gölle falusi vendégházának is az elnevezése, amely a „Bocskor Vendégház” nevet viseli.

## Híres emberek
- Itt született Honig Miksa néven Hajdu Miklós (1879 – 1956) magyar jogász, újságíró, író, lapszerkesztő.
- Itt született 1900. január 25-én Fekete István író, akinek 2004. augusztus 14-én hamvait is itt temették újra felesége kezdeményezésére, mert – mint fia idézte – „…egyedül Göllén érezte jól magát…”.
- Ugyancsak Göllén született 1911. december 25-én Rácz Vali színész- és énekesnő is, Rácz Ferenc göllei kántor-tanító lánya.

## Képek

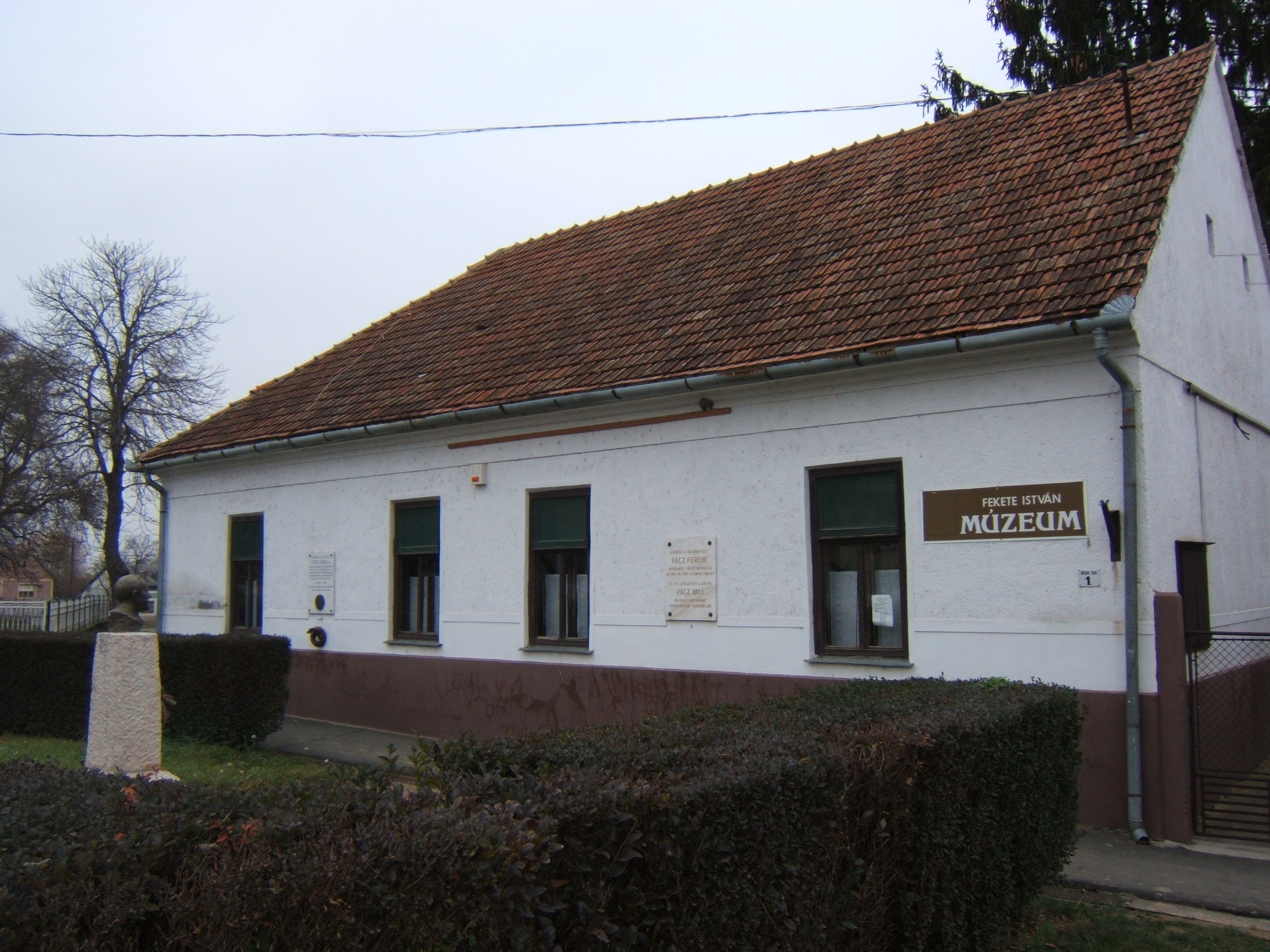
Fekete István Emlékház
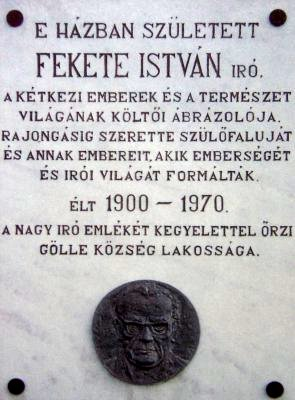
Emléktábla Fekete István szülőházán
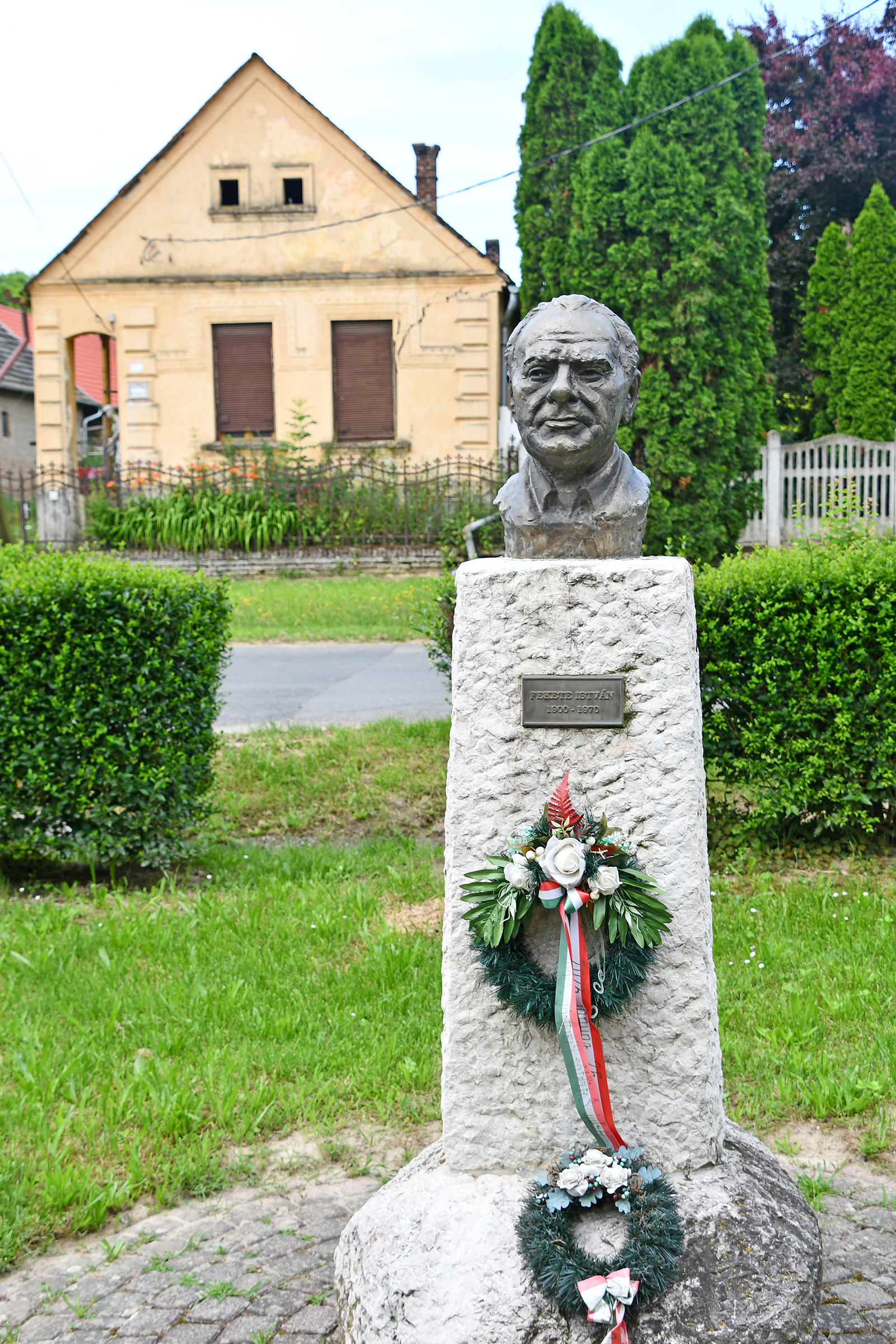
Fekete István mellszobra
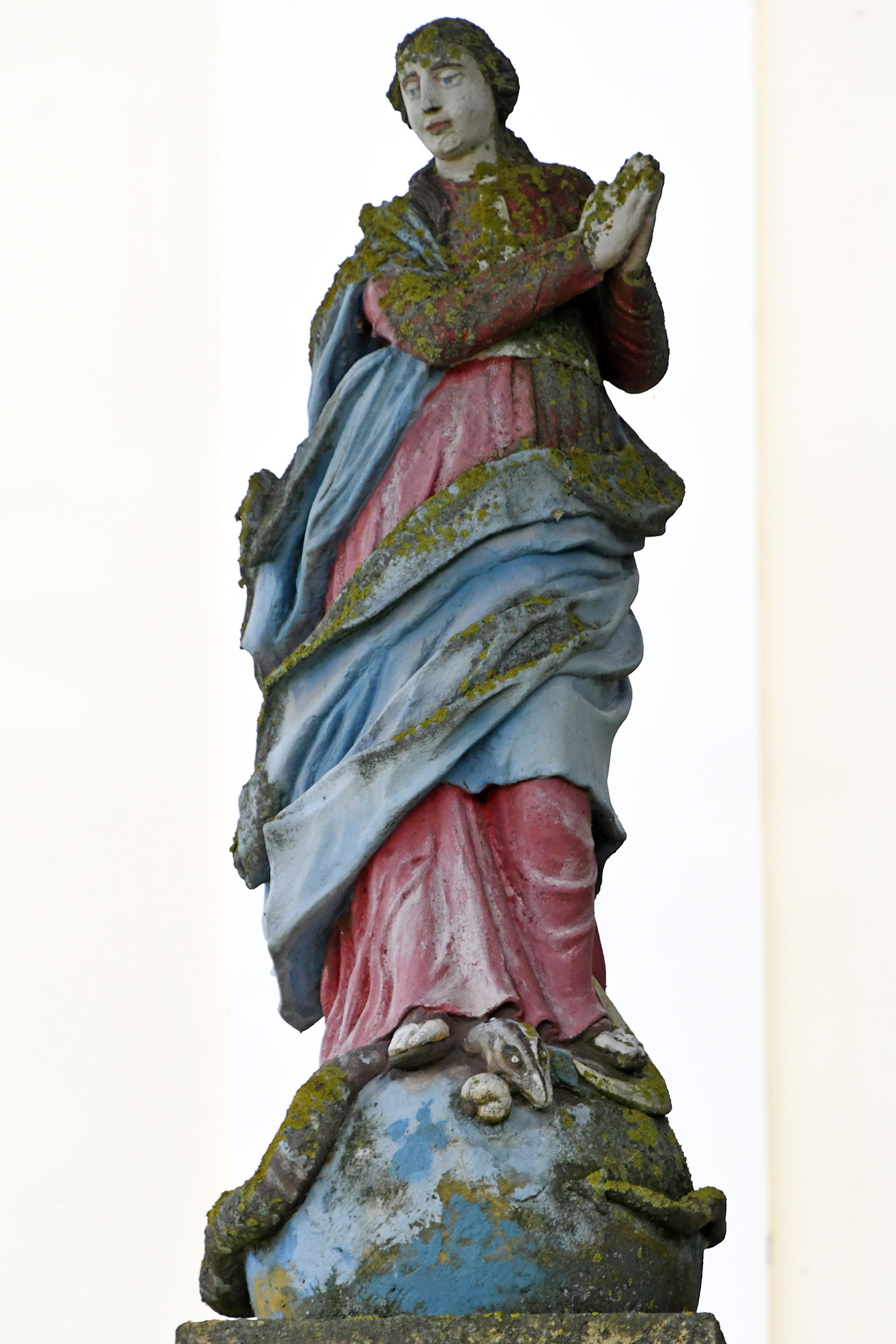
Immaculata-oszlop
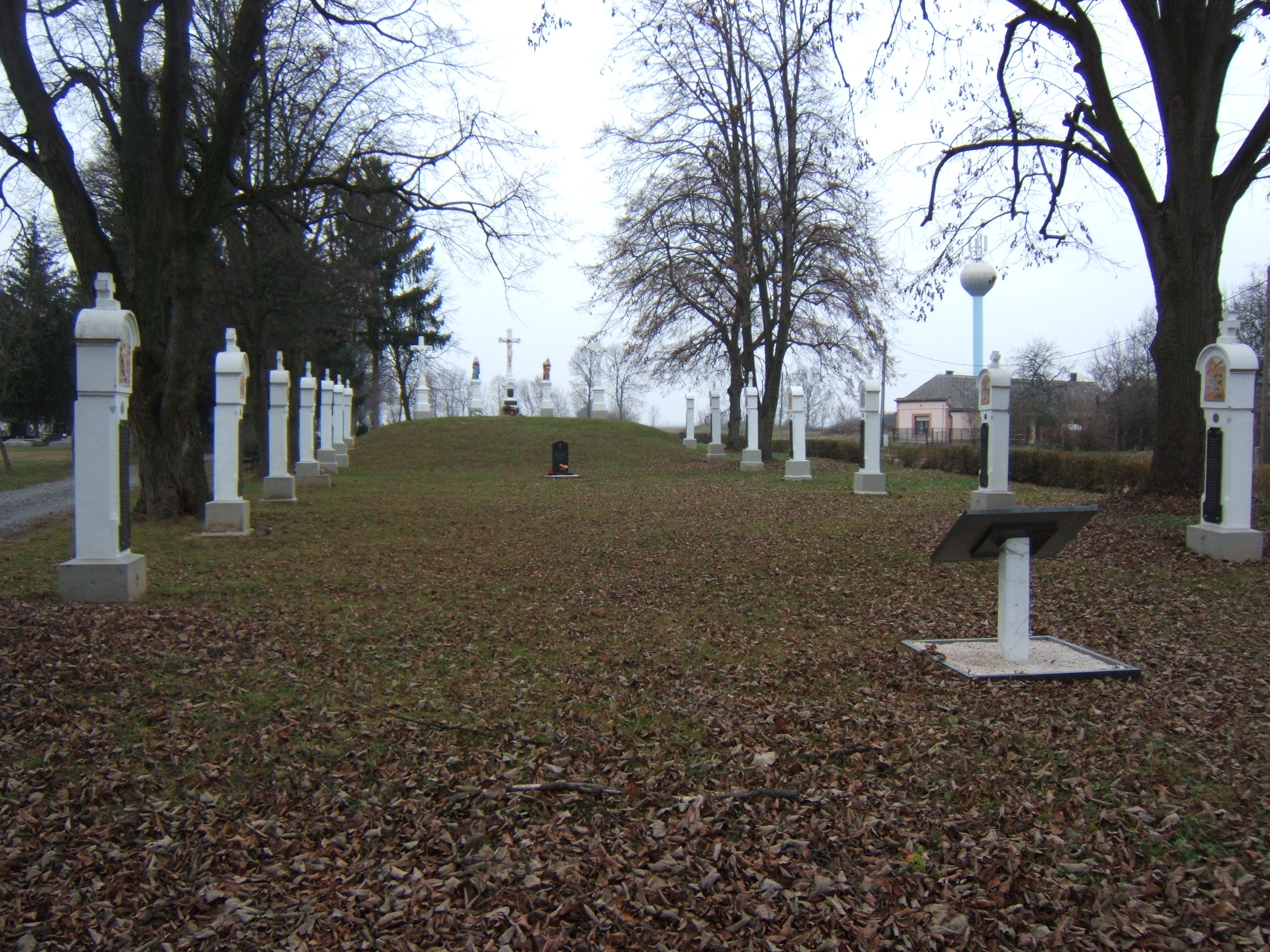
Kálvária
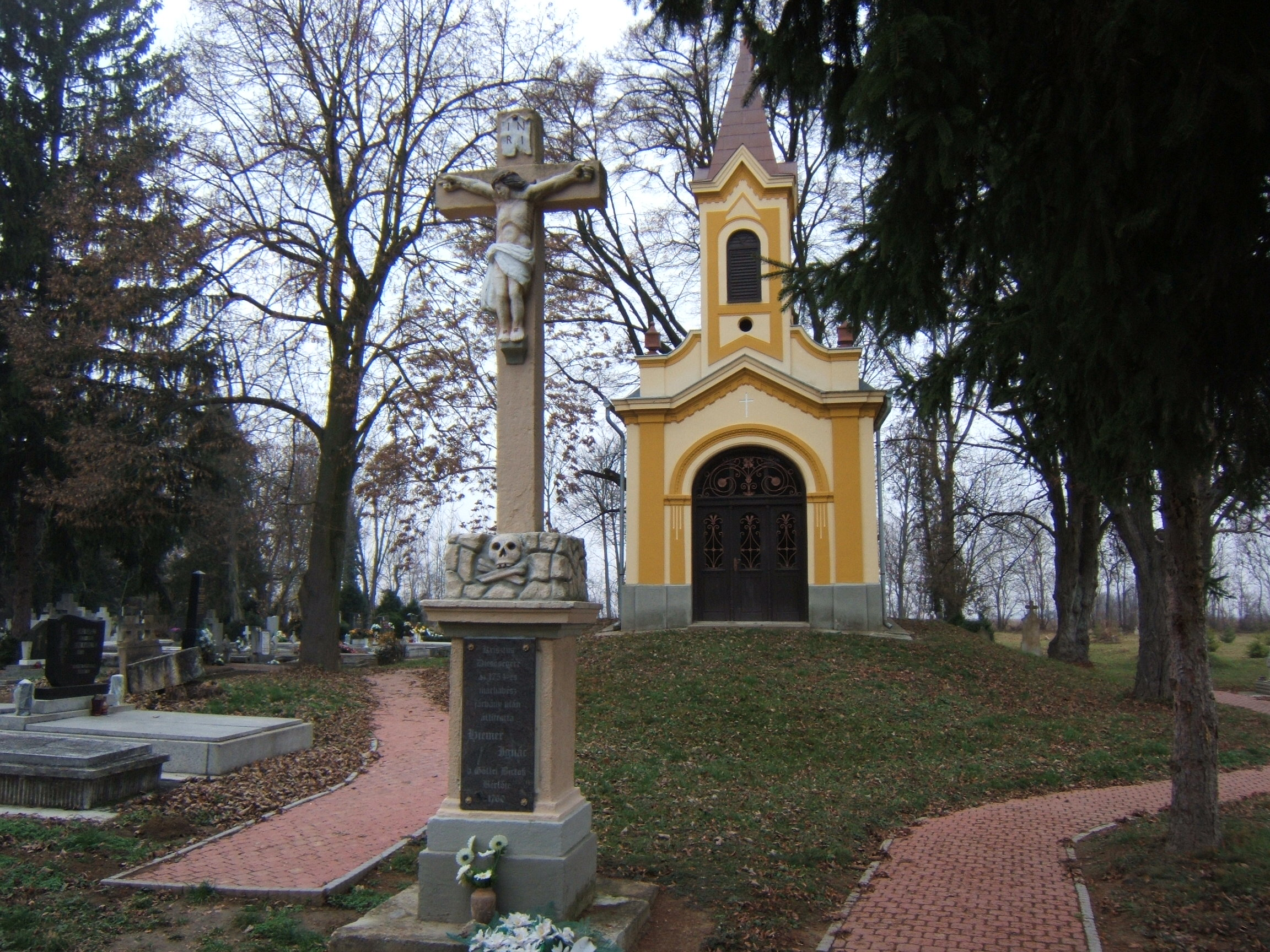
Kereszt és temetőkápolna
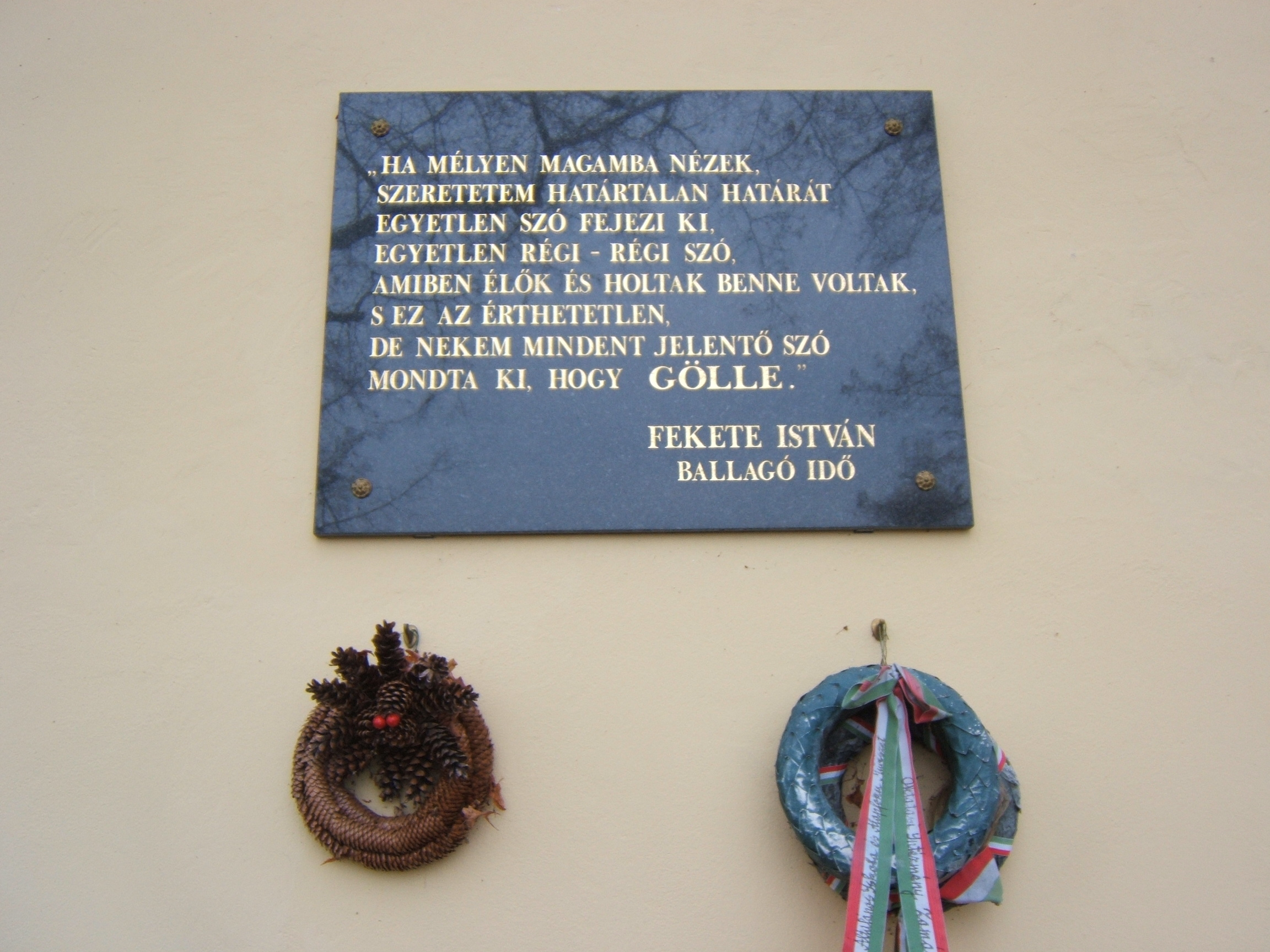
Emléktábla a temetőkápolna falán
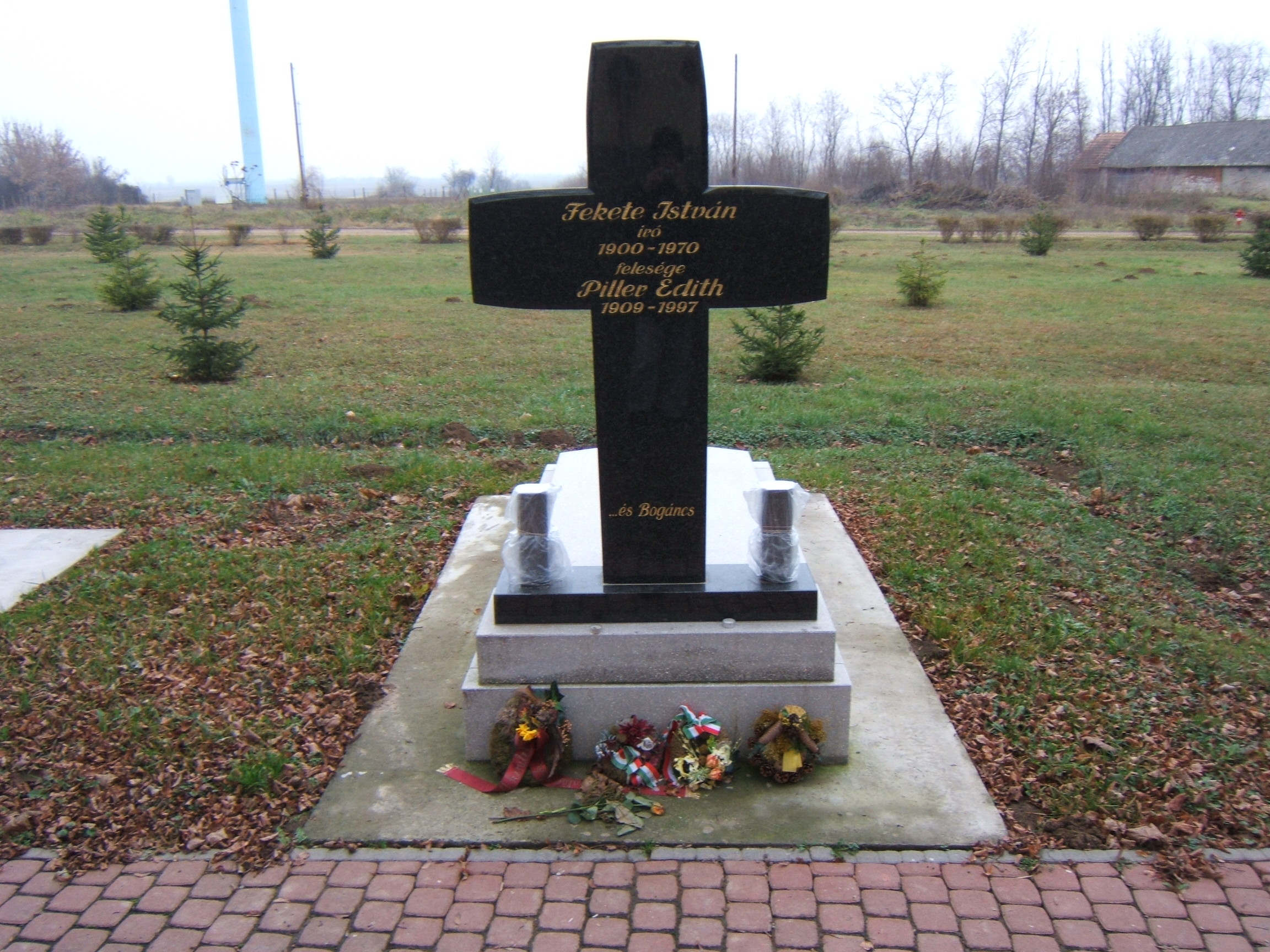
Fekete István sírja